# Diane – Kurtisane von Frankreich
Diane – Kurtisane von Frankreich (Originaltitel: Diane) ist ein US-amerikanischer Historienfilm aus dem Jahr 1956 von Regisseur David Miller. Die Hauptrollen spielten Lana Turner, Roger Moore und Pedro Armendáriz.
Der Film erzählt eine Episode aus dem Leben von Diana von Poitiers, basierend auf der Erzählung Diane von Poitiers von John Erskine.

## Handlung
Die Handlung spielt im Frankreich des 16. Jahrhunderts. Diane de Poitiers, die Geliebte des Prinzen Henri, zukünftig König Heinrich II., erhebt sich in eine Position der absoluten Macht durch ihre Manipulation der Männer in ihrem Leben. Zu diesen Männern gehören König Franz I. und Dianes Ehemann, der Graf de Breze. Dianes Hauptfeind ist die intrigante Katherina von Medici, die zum ersten Mal in ihrem Leben ihren Meister gefunden hat.

## Hintergrund
Für die Rolle des Prinzen Heinrich war auch Edmund Purdom im Gespräch, ehe MGM-Direktor Dore Schary sie an Roger Moore vergab. Für die Rolle der Katharina von Medici wurden Probeaufnahmen mit Nicole Maurey gemacht, jedoch wurde sie nicht genommen, weil sie mit französischem Akzent sprach.
Auf einen Vorschlag von Roger Moore wurde als Herzog von Savoyen der Ire Geoffrey Toone engagiert.
Roger Moore erlitt bei den Dreharbeiten einen Reitunfall, als er die Steigbügel verlor und in vollem Galopp vom Pferd geschleudert wurde.
Der im Breitbildformat CinemaScope gedrehte Film entwickelte sich zum finanziellen Flop, woraufhin MGM den Fünfjahresvertrag von Roger Moore im gegenseitigen Einvernehmen mit ihm auflöste.
Auch für Lana Turner hatte der Misserfolg Konsequenzen: Ihr Vertrag bei MGM wurde nicht erneuert.

## Kritiken
„Weltgeschichte à la Hollywood, reduziert auf prächtige Kulissen und Kostüme, auf Liebe und Skandale.“

„Große Ausstattung, aber wenig Substanz.“

„Ein Stück Weltgeschichte vor großartiger Kulisse und in prächtigen Kostümen.“

## Synchronisation
| Rolle                         | Darsteller       | Synchronsprecher   |
| ----------------------------- | ---------------- | ------------------ |
| Diane de Poitiers             | Lana Turner      | Edith Schneider    |
| Prinz Heinrich                | Roger Moore      | Sebastian Fischer  |
| König Franz I. von Frankreich | Pedro Armendariz | Martin Held        |
| Ruggieri                      | Cedric Hardwicke | Walter Suessenguth |
| Gondi                         | Henry Daniell    | Werner Peters      |
| Graf Ludwig von Breze         | Torin Thatcher   | Paul Wagner        |
| Alys                          | Taina Elg        | ?                  |
| Regnault                      | John Lupton      | Herbert Stass      |

Synchronfirma: MGM Synchronisations-Atelier Berlin (1956)